# Чишківська сільська рада
Чишківська сільська рада — орган місцевого самоврядування у Пустомитівському районі Львівської області з адміністративним центром у с. Чишки.

## Загальні відомості
Дата утворення: 1946 рік.

## Населені пункти
Сільраді підпорядковані населені пункти:
- с. Чишки
- c. Бережани
- c. Волиця
- c. Соснівка

## Склад ради
- Сільський голова: Кухарський Ігор Ярославович
- Загальний склад ради: 22 депутати

### Керівний склад ради
| ПІБ                         | Основні відомості                                                                                  | Дата обрання | Дата звільнення |
| --------------------------- | -------------------------------------------------------------------------------------------------- | ------------ | --------------- |
| Ладубець Петро Іванович     | Сільський голова, 1954 року народження, освіта, безпартійний                                       | 26.03.2006   | 31.10.2010      |
| Кухарський Ігор Ярославович | Сільський голова, 1964 року народження, освіта вища, член Всеукраїнського об'єднання «Батьківщина» | 31.10.2010   |                 |

Примітка: таблиця складена за даними джерела

### Депутати
Результати місцевих виборів 2010 року за даними ЦВК
| 1  | 1  | Муха Ярослав Андрійович         | 04.11.2010 | Освіта середня спеціальна, позапартійний, ВАТ «Укртелеком»                                             |    |    |                                  |            |                                                                 |
| 2  | 2  | Тищук Андрій Степанович         | 04.11.2010 | Освіта вища, позапартійний                                                                             |    |    |                                  |            |                                                                 |
| 3  | 3  | Бас Руслан Володимирович        | 04.11.2010 | Освіта вища, позапартійний, приватний підприємець                                                      |    |    |                                  |            |                                                                 |
| 4  | 4  | Галун Роман Богданович          | 04.11.2010 | Освіта вища, позапартійний, Чишківська загальноосвітня школа І-ІІІ ст., вчитель                        |    |    |                                  |            |                                                                 |
| 5  | 5  | Сокирко Леся Ярославівна        | 04.11.2010 | Освіта вища, позапартійна, Солонківське споживче товариство, приватний підприємець                     |    |    |                                  |            |                                                                 |
| 6  | 6  | Александрова Наталія Миколаївна | 04.11.2010 | Освіта вища, позапартійна, ТзОВ НПБ ГВК «Панська гора»                                                 |    |    |                                  |            |                                                                 |
| 7  | 7  | Фещин Наталія Вікторівна        | 04.11.2010 | Освіта вища, позапартійна, приватний підприємець                                                       |    |    |                                  |            |                                                                 |
| 8  | 8  | Малиця Оксана Іванівна          | 04.11.2010 | Освіта вища, позапартійна, пенсіонер                                                                   |    |    |                                  |            |                                                                 |
| 9  | 9  | Щурко Степан Васильович         | 04.11.2010 | Освіта вища, позапартійний, Чишківська загальноосвітня школа І-ІІІ ст., директор                       | 10 | 10 | Волчанський Володимир Андрійович | 04.11.2010 | Освіта середня спеціальна, позапартійний, приватний підприємець |
| 11 | 11 | Дичко Зіновій Григорович        | 04.11.2010 | Освіта вища, позапартійний, пенсіонер                                                                  |    |    |                                  |            |                                                                 |
| 12 | 12 | Бурило Олег Олексійович         | 04.11.2010 | Освіта середня спеціальна, позапартійний, приватний підприємець                                        |    |    |                                  |            |                                                                 |
| 13 | 13 | Музика Галина Василівна         | 04.11.2010 | Освіта вища, позапартійна, школа-інтернат Винники                                                      |    |    |                                  |            |                                                                 |
| 14 | 14 | Фесик Руслан Ігорович           | 04.11.2010 | Освіта вища, позапартійний, Львівський обласний госпіталь інвалідів                                    |    |    |                                  |            |                                                                 |
| 15 | 15 | Грендиш Руслан Степанович       | 04.11.2010 | Освіта вища, член Всеукраїнського об'єднання «Батьківщина», ТОВ «Трит»                                 |    |    |                                  |            |                                                                 |
| 16 | 16 | Слабий Михайло Васильович       | 04.11.2010 | Освіта вища, позапартійний, Львівський державний медичний університет ім. Данила Галицького, проректор |    |    |                                  |            |                                                                 |
| 17 | 17 | Худзяк Остап Іванович           | 04.11.2010 | Освіта вища, позапартійний, приватний підприємець                                                      |    |    |                                  |            |                                                                 |
| 18 | 18 | Курницький Михайло Іванович     | 04.11.2010 | Освіта вища, позапартійний, пенсіонер                                                                  |    |    |                                  |            |                                                                 |
| 19 | 19 | Савчак Ганна Михайлівна         | 04.11.2010 | Освіта середня, позапартійна, тимчасово не працює                                                      |    |    |                                  |            |                                                                 |
| 20 | 20 | Тимець Андрій Юрієвич           | 04.11.2010 | Освіта середня спеціальна, позапартійний, тимчасово не працює                                          |    |    |                                  |            |                                                                 |
| 21 | 21 | Нікітін Юрій Васильович         | 05.11.2010 | Освіта вища, позапартійний, приватний підприємець                                                      |    |    |                                  |            |                                                                 |
| 22 | 22 | Демко Степан Васильович         | 05.11.2010 | Освіта вища, позапартійний, ВАТ «Львівгаз»                                                             |    |    |                                  |            |                                                                 |